# Saint-Cyr-la-Rosière
Saint-Cyr-la-Rosière là một xã trong tỉnh Orne, vùng Normandie tây bắc nước Pháp. Xã Saint-Cyr-la-Rosière nằm ở khu vực có độ cao trung bình 200 mét trên mực nước biển.